# Amadisromaner

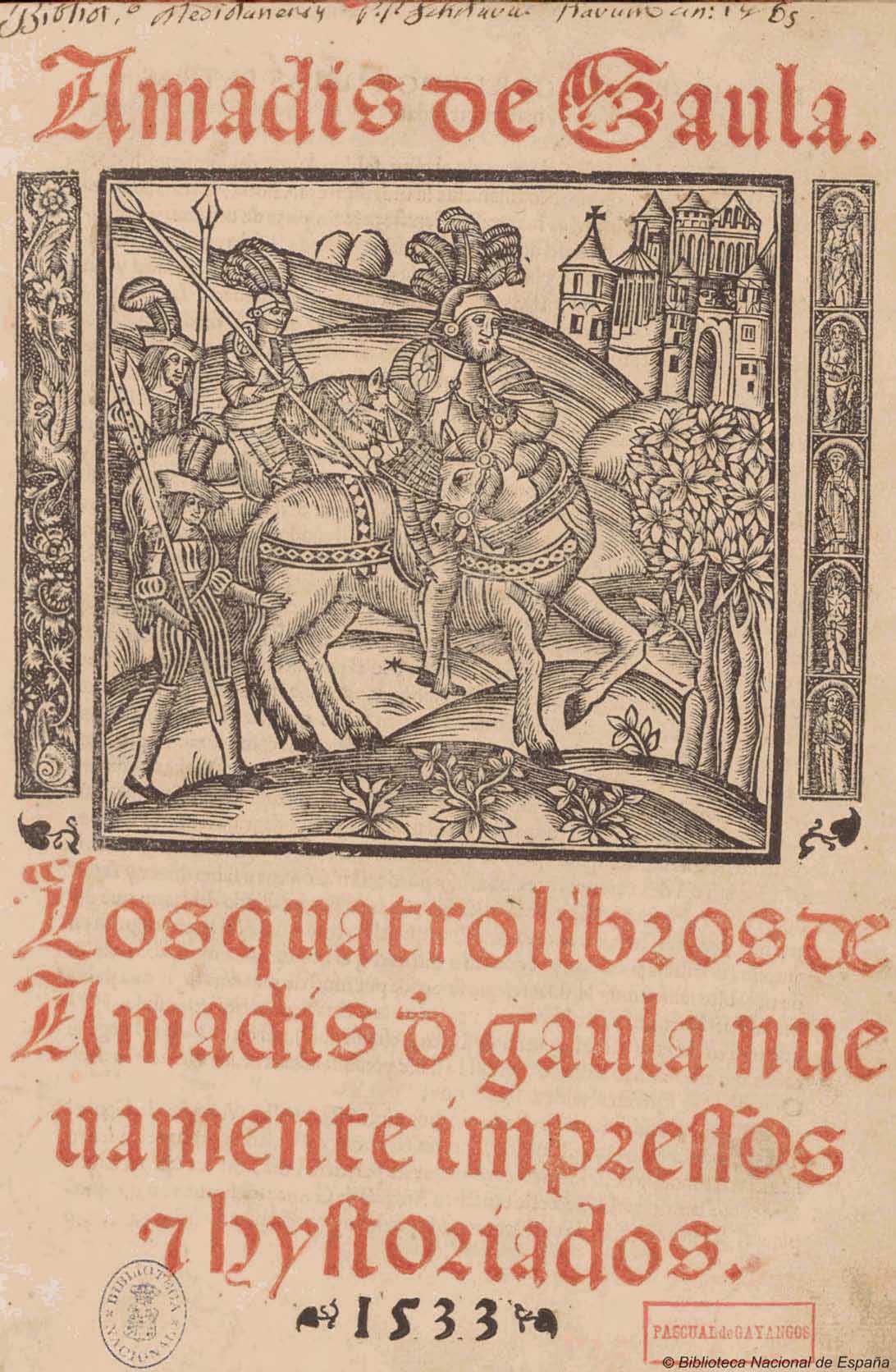
Framsida av en version från 1533

Amadisromanerna är en följd av spanska medeltidsromaner på prosa med stor spridning i hela Europa. Tillsammans bildar de en genom flera generationer löpande släktsaga.

## Historia
Den äldsta av dem är romanen Amadis de Gaula, efter vilken de övriga fått sitt namn. Dess ursprung är oklart. Den har livsuppfattning och lokaliteter gemensamma med den bretoniska sagokretsen. Motiven liknar texterna om Tristan och Lancelot. Men om ramen sålunda uppenbarligen är lånad från de fornfranska riddarhjältedikterna, paras i Amadis med den äldre tidens riddaranda ett större mått av förfining i seder samt en specifikt spansk färgning av känslor, fördomar och framställningens hela ton. Det antas att författaren skulle ha varit portugisen Vasco de Lobeira (omkr. 1370), samt att den spanska versionen, vars upphovsman var Garci Ordóñez de Montalvo (omkr. 1480), skulle utgöra en översättning av Lobeiras text, vars förmenta originalarbete inte finns kvar.
Man har hittat spridda utsagor, som tyda på att Amadis förefunnits på spanska ganska tidigt på 1300-talet, före Lobeiras tid.

## Fjärde boken
Av romanens fyra böcker anses Garci Montalvo ha tilldiktat den fjärde, vilken bär modernare drag. Äldsta bevarade exemplaret av Montalvos roman bär årtalet 1508 med 13 eller 14 upplagor under de följande femtio åren.
Den är en erotisk-fantastisk skapelse, som återspeglar sin författares åsikter om en sann riddares plikt att draga omkring i världen och kämpa mot troll och odjur, att med förakt för varje fara befria olyckliga fångar och framför allt att trofast egna sitt liv åt sin skönas tjänst. Amadis, en son av Perion, konung av Wales (orätt har man ansett "Gaula" vara det gamla Gallien), och den brittiska prinsessan Elisena, älskar Oriana, konung Lisuartes av England dotter, och deras kärlekshistoria, fylld med de vidunderligaste äventyr, bildar romanens kärna.
Amadis är inbegreppet av alla ridderliga förtjänster, och en verksam kontrast bildar hans broder och stridskamrat, den lättfärdige Galaor. Av alla Amadisromanerna anses denna stå främst i värde.

## Senare böcker
Montalvos nämnda bearbetning (i 4 böcker) fullföljdes med en av honom själv 1492 tilldiktad femte bok, som innehöll berättelsen om Esplandians, Amadis' sons, bedrifter. Spanien lyssnade med hänförelse till dessa äventyr, och Amadisromaner följde raskt på varandra. Samlingen växte sålunda inom 60 år med ytterligare sju böcker, vilkas hjältar var Amadis' brorson, Florisando, Esplandians son Lisuarte de Grecia, Amadis' andre son Perion, Lisuartes son Amadis de Grecia och så vidare.

## Versioner utanför Spanien
I många översättningar och omarbetningar spreds de spanska Amadisromanerna till olika folk. En fransk översättning av Nicolas de Herberay (de 8 första böckerna) utgavs 1540-48, en italiensk 1546, en holländsk 1574, en tysk 1583 och en engelsk 1619. Att Amadisromanerna var kända i Sverige ser man bland annat genom Georg Stiernhielms dikt Hercules.
Senare växte originalets 12 delar i Frankrike till 24 och i Tyskland ända till 30. Den franske författaren Gilbert Saunier du Verdier skapade 1626 en sammanfattande version som förenade alla de förut tämligen löst sammanhängande delarna till ett fastare verk, vilket han utgav i 7 starka band under titeln Roman des romans. Därmed var Amadissagan avslutad.
Med tiden ändrade sig smaken, och de gamla riddareromanerna glömdes. Den förste Amadis ägde dock så mycken poetisk prakt, att han både i äldre och nyare tid förmått locka till poetiska behandling.
Exempel av dessa är:
- L'Amadigi i 100 sånger, av den italienske skalden Bernardo Tasso från 1560.
- Amadis de Gaule, av fransmannen Creuzé de Lesser (1813).
- Amadis de Gaul, a poem, av engelsmannen W. Stewart Rose (1802).
- översättning av den gamla romanen, av den engelske skalden Southey's (London, 1872).

## Kuriosa
Det var på denna typ av romaner som Don Quijote, hjälten i Miguel Cervantes' roman med samma namn, förläste sig.
I romanen om Esplandian nämns för första gången namnet California, som syftar på en uppdiktad ö.